# Carlos Cisternas
Carlos Patricio Cisternas Tobar (* 27. September 1985 in San Fernando) ist ein ehemaliger chilenischer Fußballspieler. Der Mittelfeldspieler bestritt ein Länderspiel für die chilenische Fußballnationalmannschaft.

## Karriere

### Verein
Carlos Cisternas debütierte 2004 bei CSD Colo-Colo und wurde 2005 an den CD Magallanes verliehen. Zurück bei Colo-Colo gewann er die Meisterschaft der Clausura 2006 und erreichte das Finale der Copa Sudamericana 2006. Da er sich bei den Albos aber nicht durchsetzen konnte, wechselte er 2007 zu Ñublense. Nach weiteren Stationen bei Universidad de Concepción und Deportes Puerto Montt kehrte er zu Magallanes zurück, wo er sieben Jahre spielte. Seine Karriere ließ er bei unterklassigen Vereinen ausklingen: 2021 bis 2022 bei Rodelindo Román und 2023 bei General Velásquez jeweils in der Segunda División. Anschließend wechselte er in den Amateurfußball zu Deportes Colchagua.

### Nationalmannschaft
Im Mai 2007 bestritt Cisternas beim Freundschaftsspiel gegen Kuba sein einziges Länderspiel. Zusätzlich nahm er 2011 am Training des erweiterten Kaders der Nationalmannschaft unter Claudio Borghi teil, kam aber kein weiteres Mal zum Einsatz.

## Erfolge
Colo-Colo
- Chilenischer Meister: 2006-C